# فریاد (فیلم ۱۹۹۱)
فریاد (به انگلیسی: Shout) فیلمی است محصول سال ۱۹۹۱ و به کارگردانی جفری هورنادی است. در این فیلم بازیگرانی همچون جان تراولتا، جمی والترز، هدر گراهام، ریچارد جردن، لیندا فیورنتینو، اسکات کوفی، گلن کوئین، سم هنینگز، مایکل باکال و گوئینت پالترو ایفای نقش کرده‌اند.